# قائمة الأشخاص المكفوفين
هذه قائمة بالأفراد البارزين الذين كانوا مكفوفين أو أصبحوا مكفوفين خلال حياتهم. نُظِّمت القائمة في فئات بناءً على إنجازاتهم أو إسهاماتهم البارزة.

## الناشطون والمنظمون من المكفوفين
- تيلي أستون – معلمة أسترالية، مؤسسة جمعية فيكتوريا لكتاب بريل.[1]
- لويس بريل – معلم فرنسي، معروف بنظام الكتابة بريل.[2]
- تيفاني برار[الإنجليزية] – ناشطة اجتماعية هندية، أسست مؤسسة جيوثيغامايا، التي تعمل على تمكين المكفوفين في جميع مجالات الحياة
- مولي بيرك[الإنجليزية] – كندية، شخصية بارزة في وسائل التواصل الاجتماعي، وسفيرة العلامة التجارية للشركات للتمثيل الأعمى في التسويق.[3]
- فرانسيس جوزيف كامبل – ناشط بريطاني أمريكي مناهض للعبودية ومؤسس مشارك للكلية الوطنية الملكية للمكفوفين[4]
- هابن جيرما[الإنجليزية] – مدافعة أمريكية عن حقوق ذوي الإعاقة، وأول خريجة صماء وأعمى من كلية الحقوق بجامعة هارفارد
- كينيث جيرنيجان[الإنجليزية] – أمريكي، زعيم الاتحاد الوطني للمكفوفين[الإنجليزية] منذ فترة طويلة.[5]
- هيلين كيلر – كاتبة أمريكية صماء عمياء، ومحاضرة، وناشطة.[6]
- خوان كارلوس غونزاليس ليفا[الإنجليزية] – محامٍ كوبي، أسس جمعية المكفوفين المستقلين في كوبا والمؤسسة الكوبية لحقوق الإنسان.[7] لقد تعرض للمضايقة والسجن والتعذيب على يد النظام الشيوعي.
- جودي كاسل سكوت[الإنجليزية] – أمريكية، مدافعة عن حقوق المكفوفين وناشطة في مجال فقدان البصر[8]
- صابريه تينبركن[الإنجليزية] – ألمانية، مؤسسة مشاركة لمنظمة بريل بلا حدود[الإنجليزية].[9]

## المغامرون
- مايلز هيلتون باربر[الإنجليزية] – مسافر ومتسلق بريطاني.[10]
- جيمس هولمان – رجل بريطاني يُعرف باسم «المسافر الأعمى».[11]
- توفيري كيبوكا[الإنجليزية] – رياضي أوغندي نرويجي. أحد أول ثلاثة أشخاص مكفوفين يصلون إلى قمة جبل كليمنجارو (إلى جانب جون أوبيو ولورانس سيرواامبالا). أول متسابق أفريقي في دورة الألعاب البارالمبية الشتوية.[12][13]
- تاكيتشي نيشي – عقيد في الجيش الإمبراطوري الياباني أثناء الحرب العالمية الثانية. قائد فوج الدبابات السادس والعشرين في معركة إيوجيما. لقد أصيب بالعمى أثناء المعركة.
- إريك ويهنماير[الإنجليزية] – أول شخص أعمى يصل إلى قمة جبل إيفرست.[14]

## الفنانين

### التمثيل والأداء
- جاك بيركيت – يُعرف أيضًا باسم «أورلاندو» و«أورلاندو المذهل»؛ ممثل مخيم، راقص، مقلد. اشتهر بأدواره كبورجيا جينز في فيلم اليوبيل للمخرج ديريك جارمان، وكاليبان في نسخة جارمان من فيلم The Tempest[الإنجليزية]. على الرغم من أن أشهر وأبرز أدواره كانت مع جارمان، فقد لعب أدوارًا في أفلام أخرى، بما في ذلك فيلم العروس[الإنجليزية] عام 1984[15] وفي الإنتاجات التلفزيونية لويليام شكسبير.[16]
- دانا إلكار – لعب دور بيتر ثورنتون (ماكجايفر). لقد فقد بصره خلال هذه الفترة وتم تسجيل ذلك في قصة الشخصية.[17]
- س. روبرت مورغان – دور متكرر في ذا واير.[18]
- كالين مولفي – ممثل ظهر في العديد من المسلسلات (راش وفي أفلام مثل باتمان ضد سوبرمان: فجر العدالة) فقد البصر في إحدى عينيه أثناء وقوع حادث.
- جيرالدين لوهورن – ممثلة عرض فردي في مدينة نيويورك.
- ماريلي توكينجتون – ممثلة وناشطة تعاني من ضعف البصر تعاني من مرض في شبكية العين، وقد لعبت دور البطولة في مسلسل انظر وإن سي آي إس وأمستردام الجديدة.[19]
- تومي إديسون[الإنجليزية] – الشخص المعروف باسم «ناقد الأفلام الأعمى»، كونه أعمى منذ ولادته.
- سكيلر دافنبورت[الإنجليزية] – لعبت دور مراهقة تٌعاني من ضعف البصر تجلس في منزل أحد العملاء الأثرياء عندما اقتحم ثلاثة مجرمين المنزل لسرقته في فيلم أبصر لي.
- ديون كوان[الإنجليزية] – ممثلة صوتية كفيفة قانونيًا لأنها ولدت بمرض نقص تنسج العصب البصري، ومن أدوارها المعروفة دور كيمي واتانابي فينستر من راجراتس، وتريكسي تانغ من ذا فيرلي أود بارنتس.

### الموسيقى
- روبن ميلار[الإنجليزية] – منتج تسجيلات، رجل أعمال، وفاعل خير.
- تسوتومو أراغاكي[الإنجليزية] – مغني تينور ياباني، أعمى منذ ولادته مباشرة.[20]
- غاريت باري[الإنجليزية] – عازف مزمار القربة الأيرلندي، أحد أشهر العازفين في القرن التاسع عشر.[21]
- دلتا بليند بيلي[الإنجليزية] – فنان بلوز دلتا أمريكي وخارج عن القانون.[22]
- بلايند بليك – مغني وعازف جيتار أمريكي لموسيقى البلوز والراغتايم.[23]
- ذا بليند بويز أوف ألاباما[الإنجليزية] – مجموعة إنجيلية.[24]
- أندريا بوتشيلي – مغني بوب أوبرالي.[25]
- ريكي بون – عازف الجيتار السابق لفرقة ثراش ميتال الأسترالية فيوري.
- جوزفين بولاي[الإنجليزية] – عازفة أورغن وملحنة فرنسية.[26]
- رودلف براون – ملحن وعازف أورغن.
- بيرلي براون[الإنجليزية] – مغني موسيقى البلوز الإنجيلية وعازف غيتار أمريكي، معروف في المقام الأول بأنه فنان في الشارع.[27]
- هنري باتلر – عازف بيانو أمريكي لموسيقى الجاز والبلوز.
- بلايند جيمس كامبل – مغني البلوز وعازف الجيتار الأمريكي.[28]
- هنري كالديرا – مغني وكاتب أغاني سريلانكي، أعمى منذ سن 14 عامًا.[29]
- ري تشارلز – عازف بيانو ومغني تم إدخاله إلى قاعات الشهرة المختلفة.[30]
- فاني كروسبي – كاتبة ترانيم مسيحية.[31]
- غاري ديفيس – عازف جيتار البلوز الإنجيلي.[32]
- بلايند جون ديفيس – عازف بيانو ومغني أمريكي لموسيقى البلوز والبوجي ووجي.[33]
- كيميو إيتو[الإنجليزية] – موسيقي ياباني أعمى يعزف على آلة الكوتو.
- خوسيه فيليسيانو – حائز على جائزة غرامي.[34]
- خمسة فتيان مكفوفين من ولاية ميسيسيبي[الإنجليزية] – التشكيل الأصلي لهذه المجموعة الإنجيلية كان من المكفوفين، ولم يكن بعض الأعضاء اللاحقين.[35]
- بلايند بوي فاولر – عازف جيتار ومغني البلوز.[36]
- الأعمى ليروي غارنيت[الإنجليزية] – عازف بيانو وكاتب أغاني أمريكي متخصص في موسيقى البوجي ووجي والراغتايم.[37]
- تيري جيبس – مغني وموسيقي موسيقى الريف.
- بلايند روزفلت غريفز – عازف جيتار ومغني بلوز أمريكي، سجل الموسيقى المقدسة والدنيوية في عشرينيات وثلاثينيات القرن العشرين.[38]
- جيفري جورومول يونوبينغو[الإنجليزية] – مغني وكاتب أغاني أسترالي أصلي.
- ديانا جورتسكايا[الإنجليزية] – مغنية بوب من دولة جورجيا السوفيتية السابقة.
- إد هالي – عازف كمان من العصر الأبالاشي.[39]
- كيسي هاريس – عازف لوحة المفاتيح في فرقة إكس أمباسدورس.
- جيف هيلي – بلوز روك عازف جيتار ومغني موسيقى بلوز روك[40]
- آل هيبلر[الإنجليزية] – مغني جاز فيوجن.[41]
- باتريك هنري هيوز – موسيقي متعدد الآلات، حاصل على برنامج إكستريم ميكوفر: الإصدار المنزلي.
- هيذر هاتشيسون – مغنية بوب[42]
- ليمون جيفرسون الأعمى[الإنجليزية] – «أبو البلوز في تكساس».
- بلايند فيلي جونسون – عازف جيتار منزلق تم وصفه بأنه «مؤثر» و«قمة» هذه الآلة.[43]
- تيري كيلي – مغني كندي.
- رحسان رولاند كيرك[الإنجليزية] – عازف جاز متعدد الآلات.[44]
- لاتشي – مغنية وكاتبة أغاني وعازفة بيانو وملحنة أمريكية نيجيرية تعاني من ضعف البصر من مدينة نيويورك.[45]
- فرانشيسكو لانديني[الإنجليزية] – مؤلف موسيقي وعازف أورغ إيطالي في القرن الرابع عشر.[46]
- رايشيل لياهكار[الإنجليزية] – مغنية بوب وكاتبة أغانٍ أسترالية، وُلدت مصابة بالتهاب الشبكية الصباغي وهي كفيفة قانونيًا.
- بليند ويلي ماك تيل[الإنجليزية] – عازف غيتار بلوز.[47]
- راوول ميدون[الإنجليزية] – مغنٍ وكاتب أغانٍ.[48]
- روني ميلساب[الإنجليزية] – مغني كانتري وبوب.[49]
- موندوغ[الإنجليزية] – موسيقي غريب الأطوار، وُلد باسم «لويس توماس هاردن».[50]
- جو موني – عازف أكورديون وأورغن ومغنٍ لموسيقى الجاز والبوب أمريكي.[51]
- بليند ميسيسيبي موريس[الإنجليزية] – موسيقي بلوز أمريكي.[52]
- تورلو أوكارولان – عازف القيثارة والملحن أصيبا بالعمى بسبب الجدري.[53]
- جيني أوينز – مغنية موسيقى مسيحية معاصرة أمريكية، وكاتبة أغاني، ومؤلفة، ومدونة، ولدت ضعيفة البصر وكانت كفيفةً منذ سن الثالثة.
- جاي أوينز – عازف جيتار وكاتب أغاني أمريكي متخصص في موسيقى البلوز الكهربائية والسول بلوز.[54]
- فرانكي باول – عازف موسيقى الريجي والدانسهول الجامايكي.[55]
- جيرون "بليند بوي" باكستون[الإنجليزية] – مغني أمريكي لموسيقى البلوز والجاز وعازف متعدد الآلات.[56]
- بول بينا[الإنجليزية] – عازف بلوز ومغني حنجرة أمريكي.
- بلايند ألفرد ريد – موسيقي ومغني وكاتب أغاني أمريكي شعبي وريفي وموسيقى قديمة.[57]
- بلايند جو رينولدز – مغني وكاتب أغاني وعازف جيتار بلوز أمريكي.[58]
- خواكين رودريغو – ملحن وعازف بيانو اسباني.[59]
- ديان شور[الإنجليزية] – مغنية جاز حائزة على جائزة جرامي.[60]
- شارلوتا سوييرلينغ[الإنجليزية] – مغنية حفلات سويدية.
- جورج شيرينغ[الإنجليزية] – عازف جاز بريطاني.[61]
- توم سوليفان – موسيقي ومؤلف ومتحدث تحفيزي أمريكي. ويستند فيلم لو ترى ما أسمع الذي أنتج عام 1982 إلى سيرته الذاتية.[62]
- بليند جو تاجارت[الإنجليزية] – مغني وعازف جيتار أمريكي متخصص في موسيقى الغوسبل والإنجيل، سجل أغانيه في عشرينيات وثلاثينيات القرن العشرين.[63]
- بيرثا تاميلين[الإنجليزية] – ممثلة سويدية، وميزو سوبرانو أوبرالية، وعازفة بيانو، وملحنة، ومعلمة دراما.
- أرت تاتوم – حائز على جائزة غرامي لإنجاز العمر وقاعة مشاهير موسيقى الجاز داونبيت، وضعف البصر في إحدى العينين[64]
- سوني تيري – موسيقي موسيقى البلوز والفولك الأمريكي من بيدمونت.[65]
- ليني تريستانو[الإنجليزية] – قاعة مشاهير موسيقى الجاز داونبيت، اختيار النقاد.[66]
- أوستاب فيريساي[الإنجليزية] – كوبزار مشهور.[67]
- هيلموت فالشا[الإنجليزية] – عازف أورغن ألماني، قام بتسجيل الأعمال الكاملة للأورغ لي باخ.
- بلايند فيلي ووكر – عازف جيتار ومغني بلوز أمريكي من بيدمونت.[68]
- دوك واتسون – عازف جيتار في عدة أنواع موسيقية.[69]
- بليند توم ويغينز[الإنجليزية] – عازف بيانو وملحن أمريكي، نشر العديد من المؤلفات الأصلية وكان له مسيرة أداء طويلة وناجحة إلى حد كبير.[70]
- ستيفي وندر – مغني وكاتب أغاني وعازف متعدد الآلات وعضو قاعة مشاهير الروك آند رول وقاعة مشاهير كتاب الأغاني.[71]
- رافيندرا جاين[الإنجليزية] – شاعر وموسيقي هندي، قام بتأليف العديد من أغاني الأفلام الهندية في السبعينيات والثمانينيات.
- عاشيق ويسل – شاعر وموسيقي تركي، يعتبر أبا الموسيقى الشعبية التركية.

### الفنانين التشكيليين
- إسرف أرماجان – رسام تركي، ولد أعمى.[72]
- جون برامبليت[الإنجليزية] – رسام وكاتب أمريكي، فقد بصره في عام 2001، يرسم بشكل واقعي من خلال تقنيات اللمس[73] بألوان مكثفة.
- كيث سالمون[الإنجليزية] – رسام ونحات إنجليزي، أعمى بسبب اعتلال الشبكية السكري.[74]

### الكتاب
- هوميروس – خطيب يوناني قديم مؤلف القصائد الملحمية الإلياذة والأوديسة. وفقًا للأسطورة، كان أعمى إما عند الولادة أو بسبب المرض أو الإصابة.
- خورخي لويس بورخيس – كاتب أرجنتيني فقد بصره في الجزء الأخير من حياته المهنية.[75]
- ديديموس الأعمى – كاتب كنسي من الإسكندرية.[76]
- جون لي كلارك[الإنجليزية] – شاعر أمريكي أصم وأعمى.[77]
- بيلو سيبراني[الإنجليزية] – كاتب لاتيني، أصبح أعمى في السادسة والعشرين من عمره.
- جيمس جيرب[الإنجليزية] – كاتب رياضي.[78]
- إد لوكاس – كاتب رياضي.[79]
- جون ميلتون – الشاعر الذي ظل أعمى طوال السنوات الـ 22 الأخيرة من حياته.[80]
- هيلين كيلر – كاتبة أمريكية كانت عمياء وصماء.
- فيد ميهتا[الإنجليزية] – كاتب هندي/أمريكي ولد في لاهور (مدينة باكستانية الآن) لعائلة هندوسية.
- نيكولاي أوستروفسكي – كاتب واقعي اشتراكي سوفييتي.[81]
- ألدوس هكسلي – كاتب فيلسوف بريطاني، أعمى جزئيًا.
- طه حسين – كاتب ومفكر مصري أصيب بالعمى وهو في الثالثة من عمره.
- جاك فانس – كاتب خيال أمريكي

### أخرى
- ريتشارد تيرنر[الإنجليزية] – ساحر البطاقات المقربة
- ستيف كانينغهام – موظف بنك بريطاني و«أسرع رجل أعمى»[82]

## الرياضيون
- آرون جولوب[83] – لاعب كرة قدم أمريكية أصبح أول رياضي كفيف قانونيًا يلعب في مباراة كرة قدم في القسم الأول من الرابطة الوطنية لرياضة الجامعات
- زيشان عباسي[الإنجليزية] – لاعب كريكت أعمى.
- محمد أكرم – لاعب كريكيت أعمى، يحمل الرقم القياسي لأعلى نتيجة فردية في لعبة الكريكيت T20I للمكفوفين[84]
- ليزا بانتا[الإنجليزية] – لاعبة كرة الهدف.[85]
- أنتوني كلارك – لاعب جودو من الطراز العالمي.[86]
- كريس هولمز – فاز بالعديد من الميداليات الذهبية البارالمبية في السباحة.[87]
- سيدريك جونز – لاعب كرة قدم أمريكية، أعمى في إحدى عينيه. [88]
- مسعود جان[الإنجليزية] – لاعب كريكيت أعمى، يحمل الرقم القياسي لأعلى نتيجة فردية في مباراة الكريكيت الدولية للمكفوفين[89]
- شيخار نايك[الإنجليزية] – لاعب كريكيت أعمى.[90]
- جيك بيفي – لاعب كرة القاعدة سابق في دوري كرة القاعدة الرئيسي، كفيف قانونيًا بدون عدسات تصحيحية
- مارلا رونيان – عداءة أولمبية وبارالمبية كفيفة قانونيًا.[91]
- سورانجا سامباث[الإنجليزية] – لاعب كريكت أعمى.[92]
- زوهار شارون[الإنجليزية] – لاعب غولف أعمى.[93]
- كرازي ستيف[الإنجليزية] – مصارع محترف وقع مع مصارعة التأثير وهو أعمى قانونيًا بسبب إعتام عدسة العين الخلقي الثنائي
- هنري وانيوكي[الإنجليزية] – عداء المسافات الطويلة يعاني من فقدان البصر بنسبة 95%.[94]
- تريشا زورن – السباحة التي تعد أنجح رياضية في تاريخ الألعاب البارالمبية.[95][96]

## المهندسين
- جون ميتكالف – مهندس مدني إنجليزي.
- تي في رامان  [لغات أخرى]‏ – عالم كمبيوتر هندي.
- رالف تيتور[الإنجليزية] – مهندس أمريكي، هو من اخترع مثبت السرعة.

## علماء الرياضيات والعلماء
- إيمي باور[الإنجليزية] – عالمة محيطات أمريكية.[97]
- كينت كولرز[الإنجليزية] – عالم فلك أمريكي[98]
- كاري سوپالو – كيميائي أمريكي اخترع مختبر مسابقة مختبرية للتحدث العلمي وأسس شركة علوم الاستقلال الاستشارية المتخصصة في إمكانية الوصول إلى العلوم والتكنولوجيا والهندسة والرياضيات.[99]
- جوستاف دالين – مخترع سويدي وحائز على جائزة نوبل، والذي استمر في صنع الاختراعات وقيادة شركته بعد أن أصيب بالعمى في حادث.[100]
- واندا دياز ميرسيد[الإنجليزية] – عالمة فيزياء فلكية أمريكية.[101]
- فيكتور إيبرهارد[الإنجليزية] – عالم هندسة ألماني[102]
- ليونارد أويلر – عالم رياضيات وفيزياء سويسري أصيب بالعمى تقريبًا في سن التاسعة والخمسين.[103]
- فرانسوا هوبر – عالم طبيعة سويسري قدم مساهمات أساسية في علم الملوحة.[104]
- جوشوا ميلي[الإنجليزية] – مصمم التكنولوجيا التكيفية الأمريكي[105]
- منى منقارة – كيميائية أمريكية[106]
- برنارد مورين – عالم طوبولوجيا من فرنسا.[107]
- أبراهام نيميث[الإنجليزية] – قام بتطوير نظام بريل نيميث[الإنجليزية] للطلاب المكفوفين في العلوم والرياضيات.[108]
- جوزيف بلاتو – فيزيائي أصيب بالعمى في الثانية والأربعين من عمره عندما نظر إلى الشمس لفترة طويلة.[109]
- ليف بونترياجين – عالم رياضيات سوفييتي أصيب بالعمى في الرابعة عشرة من عمره.[110] واصل دراسته للرياضيات بمساعدة والدته تاتيانا أندرييفنا، وأحرز اكتشافات كبرى في عدد من مجالات الرياضيات.
- نيكولاس ساندرسون – عالم رياضيات إنجليزي أصيب بالعمى في عمر اثني عشر شهرًا، وكان يحظى بتقدير كبير من إسحاق نيوتن.[111]
- جيرات جيه فيرميج  [لغات أخرى]‏ – عالم أحياء تطورية وعالم حفريات أمريكي من أصل هولندي أصيب بالعمى في سن الثالثة.[112]
- غاليليو غاليلي – عالم فلك وفيزياء إيطالي أصيب بالعمى في سن 74 عامًا، قبل ست سنوات من وفاته.[113]

## المهنيين الطبيين
- الدكتور ساتيش أمارناث[الإنجليزية] – عالم الأحياء الدقيقة الطبي الهندي الذي أصبح أعمى تمامًا بعد هجوم بالحامض.
- جاكوب بولوتين[الإنجليزية] – أول طبيب أعمى كليًا في العالم حاصل على ترخيص كامل لممارسة الطب.
- تيم كورديس[الإنجليزية] – طبيب أمريكي.

## السياسيون
- عبد الرحمن وحيد – المعروف أيضًا باسم جوسدور – الرئيس الرابع لإندونيسيا.
- ريتشارد إتش بيرنشتاين – انتخب لعضوية مجلس محافظي جامعة ولاية وين في ميشيغان.
- ديفيد بلانكيت – سياسي في حزب العمال، ووزير سابق في الحكومة، وعضو في البرلمان.[114]
- كريستين كوكس[الإنجليزية] – سكرتيرة مجلس الوزراء في ولاية يوتا وماريلند.[115]
- ماثيو أ. دان – عضو مجلس النواب الأمريكي.[116]
- هنري فوسيت[الإنجليزية] – عضو البرلمان والمدير العام لهيئة البريد في المملكة المتحدة[الإنجليزية].[117]
- إيان فريزر، بارون فريزر من لونسديل[الإنجليزية] – عضو البرلمان عن دائرة سانت بانكراس الشمالية[الإنجليزية] لمدة إحدى عشر عامًا غير متتالية، أصيب بالعمى في الحرب العالمية الأولى.[118]
- توماس جور – عضو مجلس الشيوخ الأمريكي.[119]
- سايروس حبيب – نائب الحاكم السادس عشر لولاية واشنطن.
- كولن لو، بارون لو من دالستون[الإنجليزية] – عضو مجلس اللوردات البريطاني.
- روبرت ماهوني – أول عضو أعمى في مجلس نواب ميشيغان
- جورج ماي، بارون ماي الأول[الإنجليزية] – عضو مجلس اللوردات البريطاني.[120]
- فلويد موريس، رئيس مجلس الشيوخ في جامايكا[121][122]
- ديفيد باترسون – حاكم نيويورك.[123]
- بوب ك. رايلي – القائم بأعمال حاكم ولاية أركنساس.[123]
- توماس دي شال – عضو مجلس الشيوخ الأمريكي من ولاية مينيسوتا، أصيب بالعمى بسبب صدمة كهربائية قبل توليه منصبه.[124]
- يوري شوخيفيتش – نائب الشعب الأوكراني، الرئيس السابق للجمعية الوطنية الأوكرانية – الدفاع الوطني الأوكراني.[125]
- دوغ سبيد[الإنجليزية] – عضو مجلس النواب في ميشيغان

### الناشطون السياسيون
- شيلي ديفيس[الإنجليزية] – محامية أمريكية ومدافعة عن حقوق العمال.
- تشن قوانغ تشنغ – محامي وحائز جائزة رامون ماجسايساي تم سجنه في الصين في 22 أبريل 2012، وهرب تشين من الإقامة الجبرية.[126]
- جاك لوسيران[الإنجليزية] – مؤلف فرنسي وناشط سياسي خلال الحرب العالمية الثانية.[127]
- كارلا جيلبرايد[الإنجليزية] – محامية أمريكية في مجال الحقوق المدنية تعمل حاليًا كمستشارة عامة للجنة تكافؤ فرص العمل الأمريكية

## الحكام
- شاه عالم الثاني، إمبراطور الهند
- لويس الكفيف – ملك أوروبي في القرن العاشر، أصيب بالعمى بعد القبض عليه.
- فاسيلي الثاني ملك روسيا – أمير موسكو الأعظم في القرن الخامس عشر
- بيلا الأعمى – ملك المجر في القرن الثاني عشر
- إنريكو داندولو – دوق البندقية الثاني والأربعون في القرنين الثاني عشر والثالث عشر
- جون بوهيميا – ملك بوهيميا، توفي في معركة كريسي (1346)
- جورج الخامس من هانوفر – ملك هانوفر في القرن التاسع عشر (1819)

## القديسين
- ديديموس الأعمى – عميد المدرسة اللاهوتية بالإسكندرية وأول من حفظ الكتاب المقدس
- لوتغارديس – قديسة كاثوليكية، أصيبت بالعمى في آخر 11 عامًا من حياتها.
- مارغريت من كاستيلو[الإنجليزية] – معلمة كاثوليكية إيطالية من القرن الثالث عشر إلى الرابع عشر ودومينيكية، ولدت عمياء.
- باسيفيكوس سان سيفيرينو[الإنجليزية] – صاحب رؤية فرنسيسكاني.
- سُرداس – قديس هندوسي، وشاعر متدين ومغني عاش في عهد الملك أكبر (1542–1606).

## الدبلوماسيون
- فيكتوريا هاريسون[الإنجليزية] – السفيرة المعينة للمملكة المتحدة لدى سلوفينيا.
- صايمة سليم[الإنجليزية] – دبلوماسية باكستانية.
- إن. إل. بينو زفين – ضابطة الخدمة الخارجية الهندية.

## أخرى
- ماري إنغلز – شقيقة لورا إنغالز وايلدر، المؤلفة.
- عبد العزيز بن باز – مفتي عام المملكة العربية السعودية (1993–1999).[128]
- كريستين ها – الفائزة في برنامج ماستر شيف الولايات المتحدة الأمريكية 2012.
- سريكانت بولا[الإنجليزية] – المؤسس والرئيس التنفيذي لشركة بولانت للصناعات.
- روس ماينور[الإنجليزية] – منشئ محتوى إمكانية الوصول، ناجٍ من إطلاق نار، سباح باراليمي
- غاري أودونوغيو[الإنجليزية] – مراسل سياسي لهيئة الإذاعة البريطانية (بي بي سي).
- إد ووكر – مضيف برنامج إذاعي/فكاهي مدى الحياة، واشنطن العاصمة.
- أكبر خان – مغني وملحن وكاتب ومصرفي حائز على جائزة وطنية عام 1989، راجستان، الهند.[129]
- أشيش جويال[الإنجليزية] – أول تاجر أعمى في مجال التمويل.
- ميلاني دي ساليناك – التي ناقشها ديدرو.
- موريسون هيدي[الإنجليزية] – مؤلف ومخترع أصم وأعمى.
- راسل ريدنبو[الإنجليزية] – أُصيب بالعمى في سن المراهقة، وتخرج من كلية وارتون بدرجة ماجستير في إدارة الأعمال، مليونير عصامي في وول ستريت ووادي السيليكون، وبطل ثلاث مرات في بطولة الأساتذة بحزام أسود في الجوجوتسو.
- يوسف سليم – فقيه باكستاني.
- ريتشارد ب. تيتلمان – قاضي المحكمة العليا في ولاية ميسوري
- شينا لينجار – أستاذة في كلية كولومبيا للأعمال.

## الخيال
- ديردفيل – بطل خارق أعمى من مارفل كوميكس
- جوردي لا فورج[الإنجليزية] – كان أعمى منذ ولادته، لكنه يستخدم قناع الرؤية (في آي إس أو آر) وزرعات العين لاحقًا التي تسمح له برؤية الطيف الكهرومغناطيسي. تم إنشاء الشخصية على يد جين رودينبيري – وهو نموذج إيجابي يحتذى به للأشخاص ذوي الإعاقة.
- توف بيفونج – من العرض آفاتار: أسطورة أنج ولدت عمياء، لكنها تستخدم قدراتها في التحكم بالأرض لاستشعار الاهتزازات و«رؤية» الأشياء التي تلامس الأرض. ولهذا السبب، فهي تكره الطيران والإبحار، لأنها تفتقر إلى الاتصال بالأرض وهي عمياء حقًا.
- ريدر – إنهيومانز أعمى لديه القدرة على تحويل أي شيء يقرأه إلى حقيقة. يحتاج إلى النوم بين استخداماته لقواه.
- تومي – الشخصية الرئيسية في الألبوم الذي يحمل نفس الاسم[الإنجليزية] من قبل ذا هو. عمى تومي، إلى جانب صممه وبكمه، هي في الواقع أمراض نفسية جسدية.
- فيليب إنرايت – الشخصية الرئيسية في رواية كاي[الإنجليزية] الذي أصبح أعمى مؤقتًا بسبب ارتجاج في المخ.
- فرانك سليد – الشخصية الرئيسية في فيلم عطر امرأة الذي فقد بصره بسبب قدرته على التلاعب بالقنابل اليدوية الحية.
- جيريك – شخصية من حرب النجوم خدم الإمبراطور بالباتين كمحقق. ميرالوكا، ولد بدون عيون ويستخدم بدلاً من ذلك القوة ليرى.
- سناب – شخصية من تشالك زون.
- تاهيل – أحد اهتمامات كوي غون جين العاطفية، أصيب بالعمى بعد أن تم أسره. ومع ذلك، باستخدام القوة، كانت قادرة على تعويض عماها.
- هالسيون «هال» جرين – شخصية من القصة القصيرة «مذكرات لوك كاستيلان[الإنجليزية]» من سلسلة بيرسي جاكسون والأولمبيون، كان شخصًا أعمى كان يرى الأشياء من منظور عدوه لوك كاستيلان[الإنجليزية] قبل فترة طويلة من سقوطه من النعمة.
- ماستر بو – من مسلسل الكونغ فو.
- جاريت – من فيلم البحث عن كاميلوت، وهو حبيب كايلي، أصبح أعمى بعد أن ضربه حصان عن طريق الخطأ أثناء حريق الإسطبل. لكنّه يستخدم مهاراته التي تعلّمها من آيدن، الصقر ذو الأجنحة الفضية، للبقاء على قيد الحياة أثناء العيش في الغابة المحرمة.
- الثعبان – من لعبة زيرو إسكيب، رجل أعمى أُجبر على دخول لعبة نوناري.
- تيريزي بايروب – من هومستاك، شخصية رئيسية في القصص المصورة على شبكة الإنترنت، وهي عمياء، لكنها تستطيع معالجة العالم من خلال الرائحة والتذوق.
- وو زي «ووزي» مو – من لعبة جراند ثفت أوتو: سان أندرياس، زعيم عصابة الثالوث أعمى يتم تعويض افتقاره للبصر من خلال حواسه الأخرى القوية وسلسلة الحظ. يصبح حليفًا لكارل جونسون طوال الثلث الأوسط من اللعبة بعد سباق في الشارع بين الاثنين، مما يجعله في النهاية مالكًا جزئيًا لكازينو في لاس فينتوراس.